# Corsairfly
A Corsair International, legalmente Corsair S.A., e anteriormente Corsairfly, é uma companhia aérea francesa com sede em Rungis [1] [2] e baseada no Aeroporto de Paris-Orly. [3] É uma subsidiária do investidor alemão Intro Aviation (53%) e do grupo TUI (27%). Opera serviços de longa distância programados para nove destinos de lazer [4] nos territórios ultramarinos franceses, África e América do Norte, bem como voos charter para outros destinos

## Frota

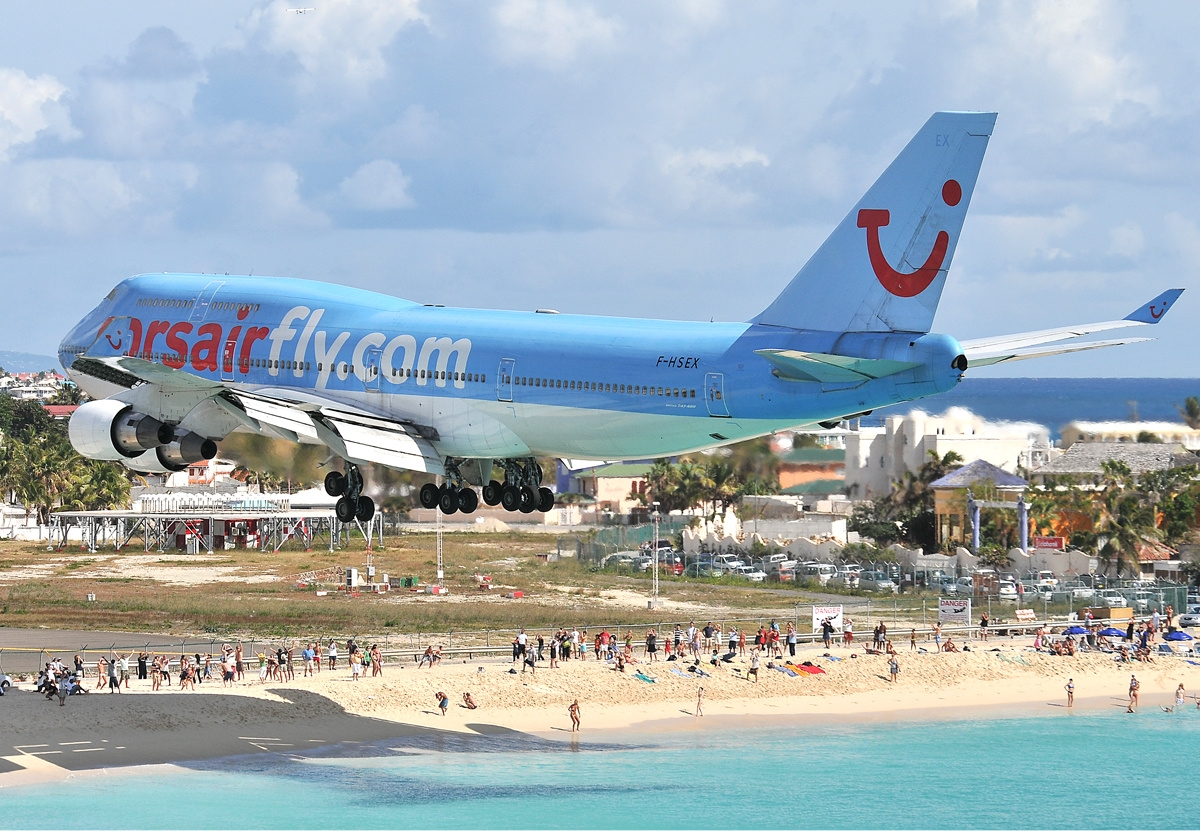
Um Boeing 747-400 da Corsair em aterragem no Aeroporto Internacional Princesa Juliana (2009).

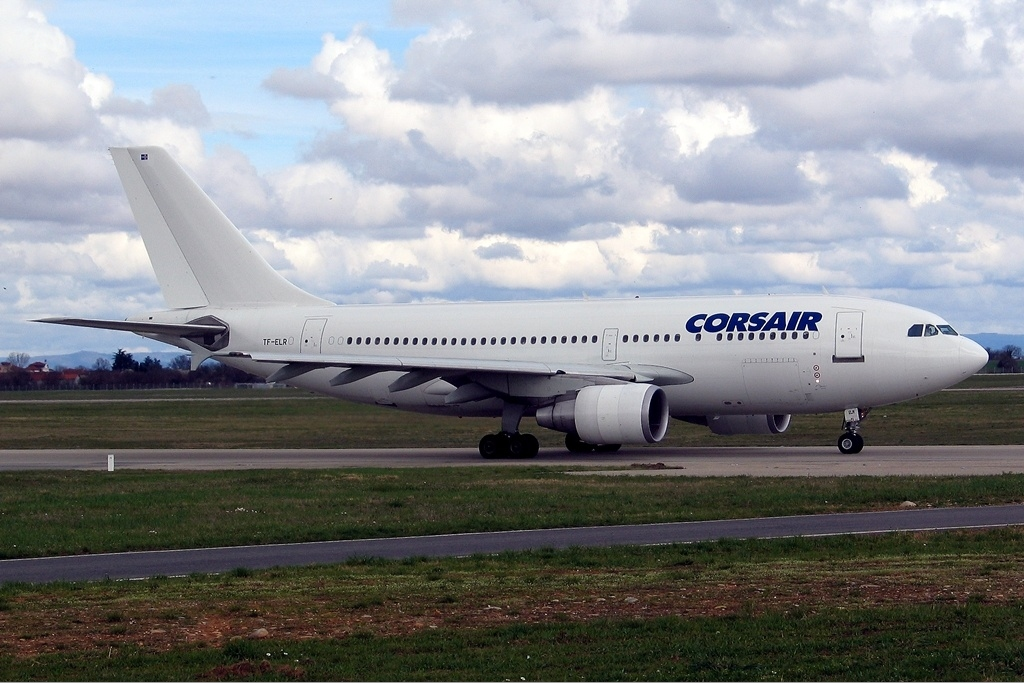
Um Airbus A310 da Corsair em aterragem no Aeroporto de Lyon-Saint-Exupéry (2005).

Atualmente, a frota da Corsairfly consiste na seguinte (Maio de 2016):
| Aeronave           | Total | Encomendas | Passageiros | Passageiros | Passageiros | Notas                                                                                |
| Aeronave           | Total | Encomendas | J           | Y           | Total       | Notas                                                                                |
| ------------------ | ----- | ---------- | ----------- | ----------- | ----------- | ------------------------------------------------------------------------------------ |
| Airbus A330-200    | 2     | —          | 26          | 280         | 306         |                                                                                      |
| Airbus A330-300    | 2     | —          | 26          | 336         | 362         |                                                                                      |
| Airbus A330-900neo |       | 3          |             |             |             | Substituirão os 747-400                                                              |
| Boeing 747-400     | 3     | —          | 24          | 558         | 582         | Tudo para ser aposentado em 2021. [18] Para ser substituído pelo Airbus A330-900neo. |
| Total              | 7     | 3          |             |             |             |                                                                                      |

A Corsair International possui acordos de codeshare com as seguintes companhias aéreas:
- Aigle Azur
- Air Caraïbes